# Vanessa Hadi
Vanessa Hadi Gharib Derani (São Paulo, 10 de abril de 1982) é uma advogada, modelo e apresentadora brasileira que apresentou o Top 10 da MTV.

## Biografia
Formada em Direito, Hadi habilitou-se como advogada junto à OAB, mas dedicou-se à carreira de modelo iniciada aos 17 anos e que conciliou enquanto cursava a faculdade. Fez muitas campanhas publicitarias e catálogos de moda. Entre suas campanhas, Tim, Itaipava, Kopenhagen e Honda foram algumas delas.
Vanessa chegou a estudar teatro a fim de ganhar maior desenvoltura e se aperfeicoar perante as cameras. Em janeiro de 2010 sucedeu as apresentadoras Astrid Fontenelle, Sabrina Parlatore e Sarah Oliveira e Carla Lamarca no comando do programa televisivo Top 10 MTV, sucessor do extinto Disk MTV, que ficou no ar por 16 anos e também foi apresentado por Cuca Lazarotto. Apresentou o Top 10 ao vivo de abril de 2010 a janeiro de 2011.
A partir de 10 de janeiro de 2011, Vanessa deixa o comando do Top 10 MTV, sendo Monique Olsen sua sucessora no Top 10 de Verão, e a partir de março de 2011 é Ellen Jabour que comanda a nova temporada do programa.